# Wybory w 2010
Wybory w 2010 – lista wyborów i referendów na szczeblu krajowym, które przeprowadzone bądź zaplanowane zostały na 2010 rok w suwerennych (de iure bądź de facto) państwach i ich terytoriach zależnych.

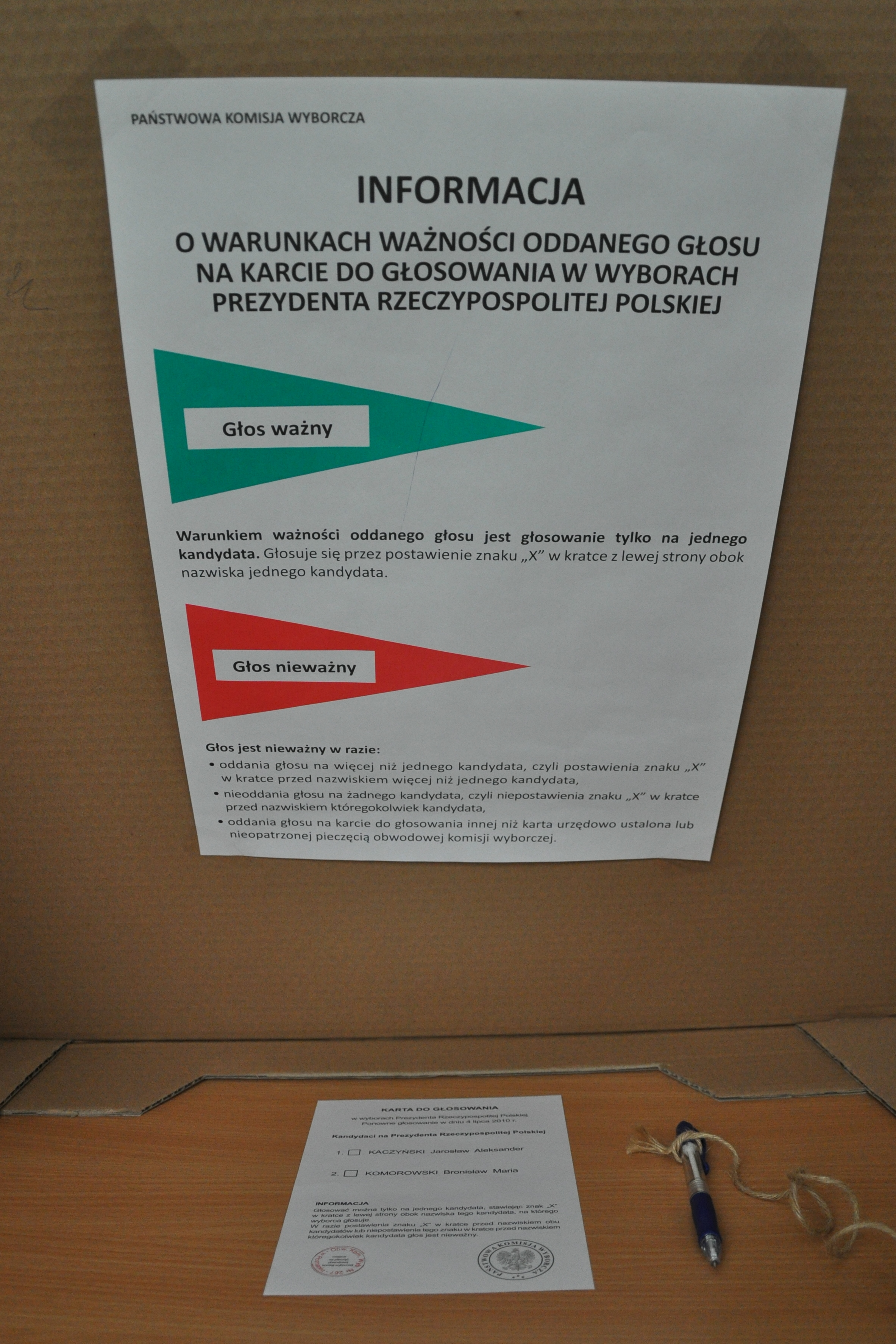
Głosowanie w wyborach prezydenckich w Polsce, lipiec 2010

## Styczeń

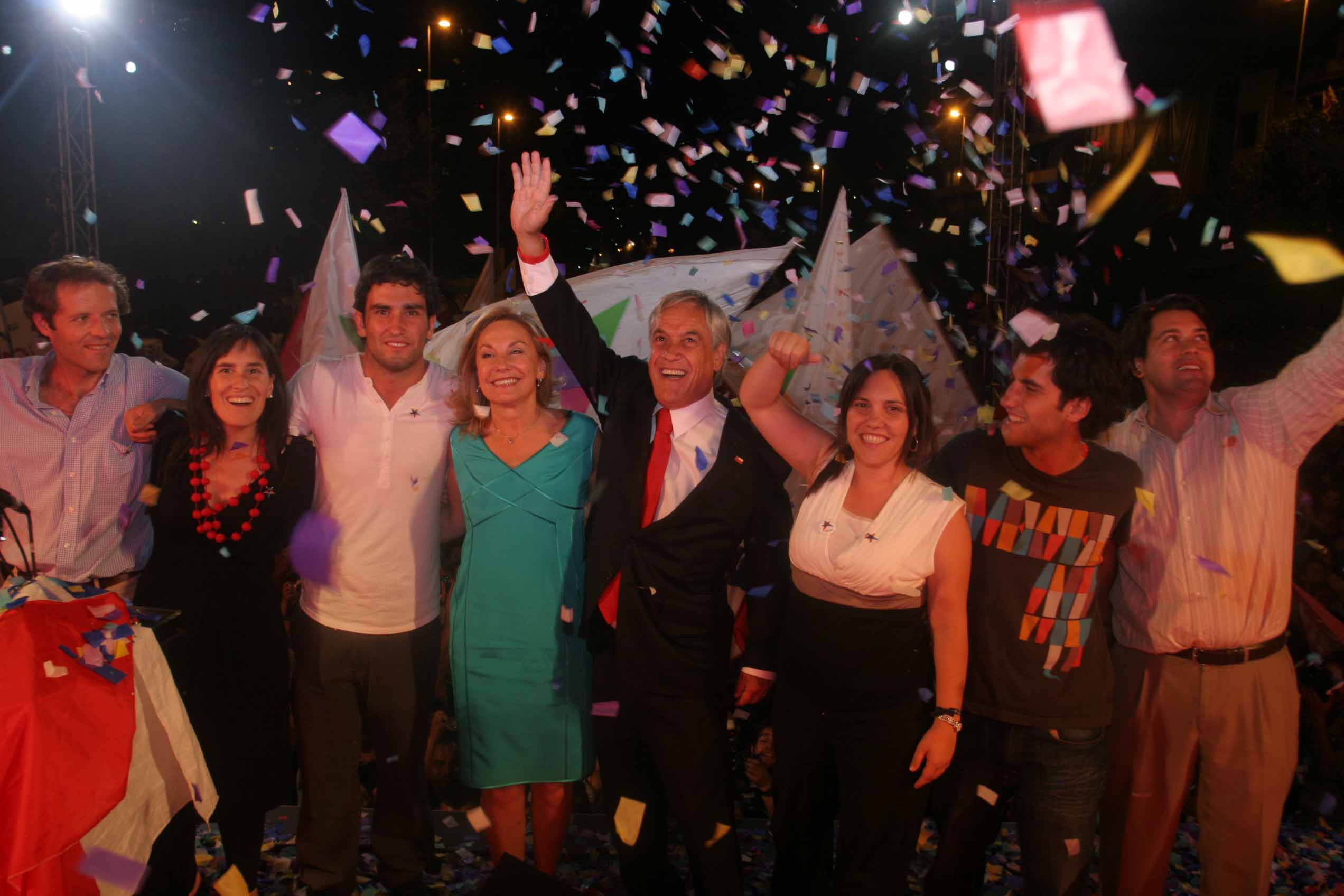
Triumf Sebastiána Piñery w Chile

| Data        | Państwo             | Wybory        | Zwycięzca         | Uwagi   | Źródło |
| ----------- | ------------------- | ------------- | ----------------- | ------- | ------ |
| 10 stycznia | Chorwacja           | prezydenckie  | Ivo Josipović     | II tura | [ 1 ]  |
| 10 stycznia | Uzbekistan          | parlamentarne | OʻzLiDeP          | II tura | [ 2 ]  |
| 17 stycznia | Chile               | prezydenckie  | Sebastián Piñera  | II tura | [ 3 ]  |
| 17 stycznia | Ukraina             | prezydenckie  | Wiktor Janukowycz | I tura  | [ 4 ]  |
| 22 stycznia | Antyle Holenderskie | parlamentarne | PAR               |         | [ 5 ]  |
| 25 stycznia | Saint Kitts i Nevis | parlamentarne | SKNLP             |         | [ 6 ]  |
| 26 stycznia | Sri Lanka           | prezydenckie  | Mahinda Rajapaksa |         | [ 7 ]  |

## Luty

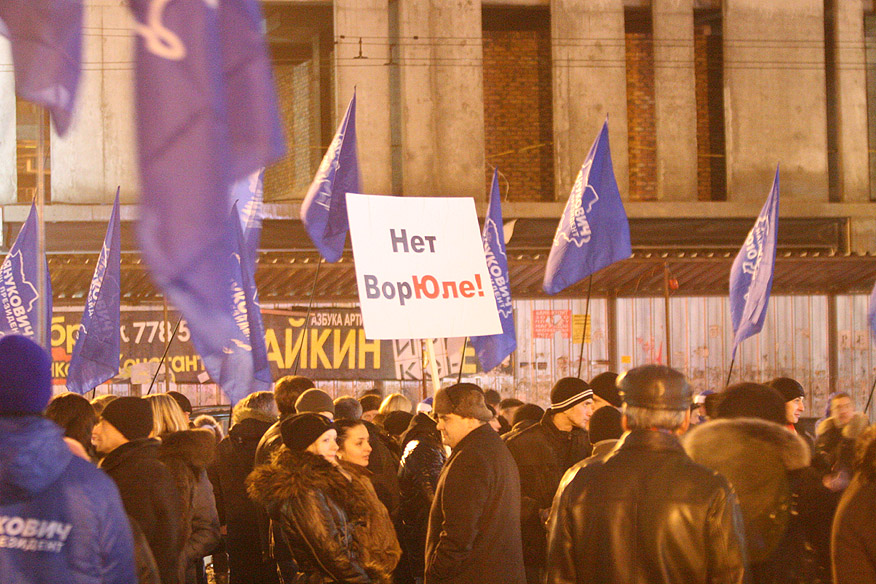
Wiec wyborczy na Ukrainie

| Data      | Państwo     | Wybory                     | Zwycięzca            | Uwagi                 | Źródło |
| --------- | ----------- | -------------------------- | -------------------- | --------------------- | ------ |
| 3 lutego  | Grecja      | prezydenckie               | Karolos Papulias     | wybór przez parlament | [ 8 ]  |
| 7 lutego  | Kostaryka   | prezydenckie parlamentarne | Laura Chinchilla PLN |                       | [ 9 ]  |
| 7 lutego  | Ukraina     | prezydenckie               | Wiktor Janukowycz    | II tura               | [ 10 ] |
| 15 lutego | Anguilla    | parlamentarne              | AUM                  |                       | [ 11 ] |
| 27 lutego | Nauru       | referendum                 | przeciw              |                       | [ 12 ] |
| 28 lutego | Tadżykistan | parlamentarne              | HDKT                 |                       | [ 13 ] |

## Marzec

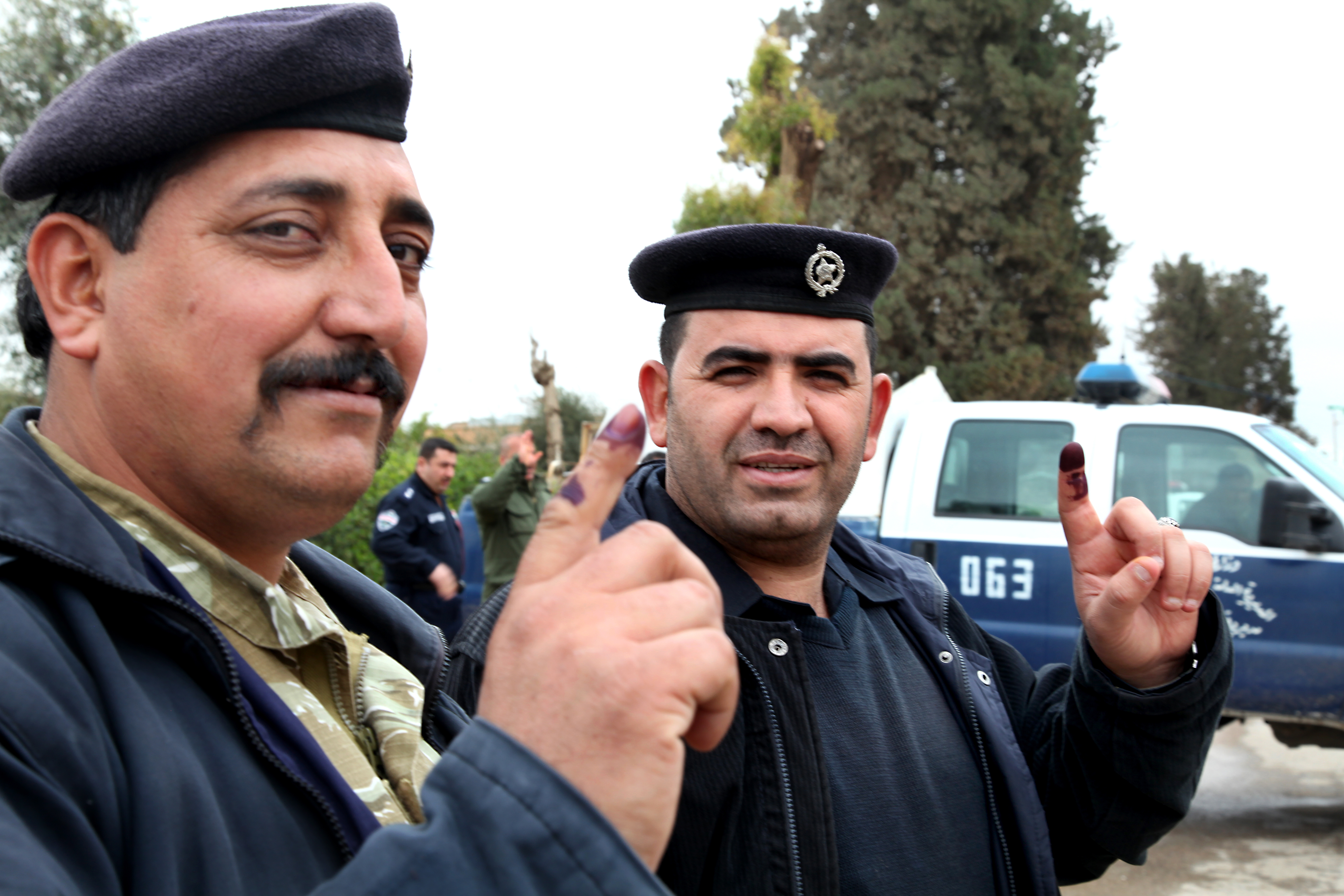
Iraccy policjanci po głosowaniu, marzec 2010

| Data     | Państwo    | Wybory        | Zwycięzca            | Uwagi | Źródło |
| -------- | ---------- | ------------- | -------------------- | ----- | ------ |
| 4 marca  | Togo       | prezydenckie  | Faure Gnassingbé     |       | [ 14 ] |
| 6 marca  | Islandia   | referendum    | przeciw              |       | [ 15 ] |
| 7 marca  | Irak       | parlamentarne | Irakija              |       | [ 16 ] |
| 7 marca  | Szwajcaria | referendum    | za, przeciw, przeciw |       | [ 17 ] |
| 14 marca | Kolumbia   | parlamentarne | Partia U             |       | [ 18 ] |

## Kwiecień

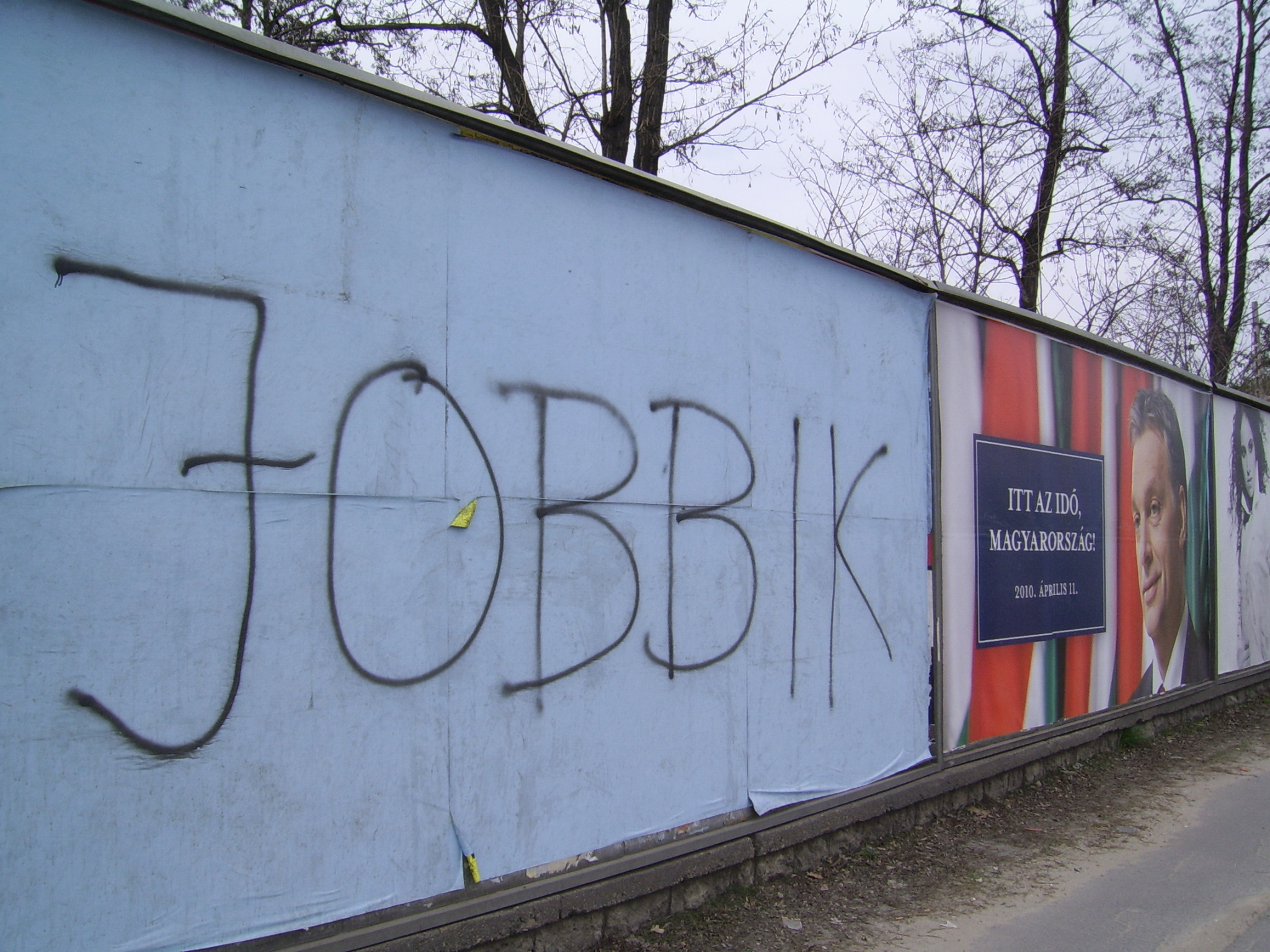
Plakaty wyborcze na Węgrzech, kwiecień 2010

| Data                    | Państwo       | Wybory                     | Zwycięzca                       | Uwagi          | Źródło        |
| ----------------------- | ------------- | -------------------------- | ------------------------------- | -------------- | ------------- |
| 8 kwietnia              | Sri Lanka     | parlamentarne              | UPFA                            |                | [ 19 ]        |
| 11–15 kwietnia          | Sudan         | prezydenckie parlamentarne | Umar al-Baszir Kongres Narodowy |                | [ 20 ]        |
| 11 kwietnia 25 kwietnia | Węgry         | parlamentarne              | Fidesz                          | I tura II tura | [ 21 ] [ 22 ] |
| 18 kwietnia             | Cypr Północny | prezydenckie               | Derviş Eroğlu                   |                | [ 23 ]        |
| 24 kwietnia             | Nauru         | parlamentarne              | bezpartyjni                     |                | [ 24 ]        |
| 25 kwietnia             | Austria       | prezydenckie               | Heinz Fischer                   |                | [ 25 ]        |

## Maj

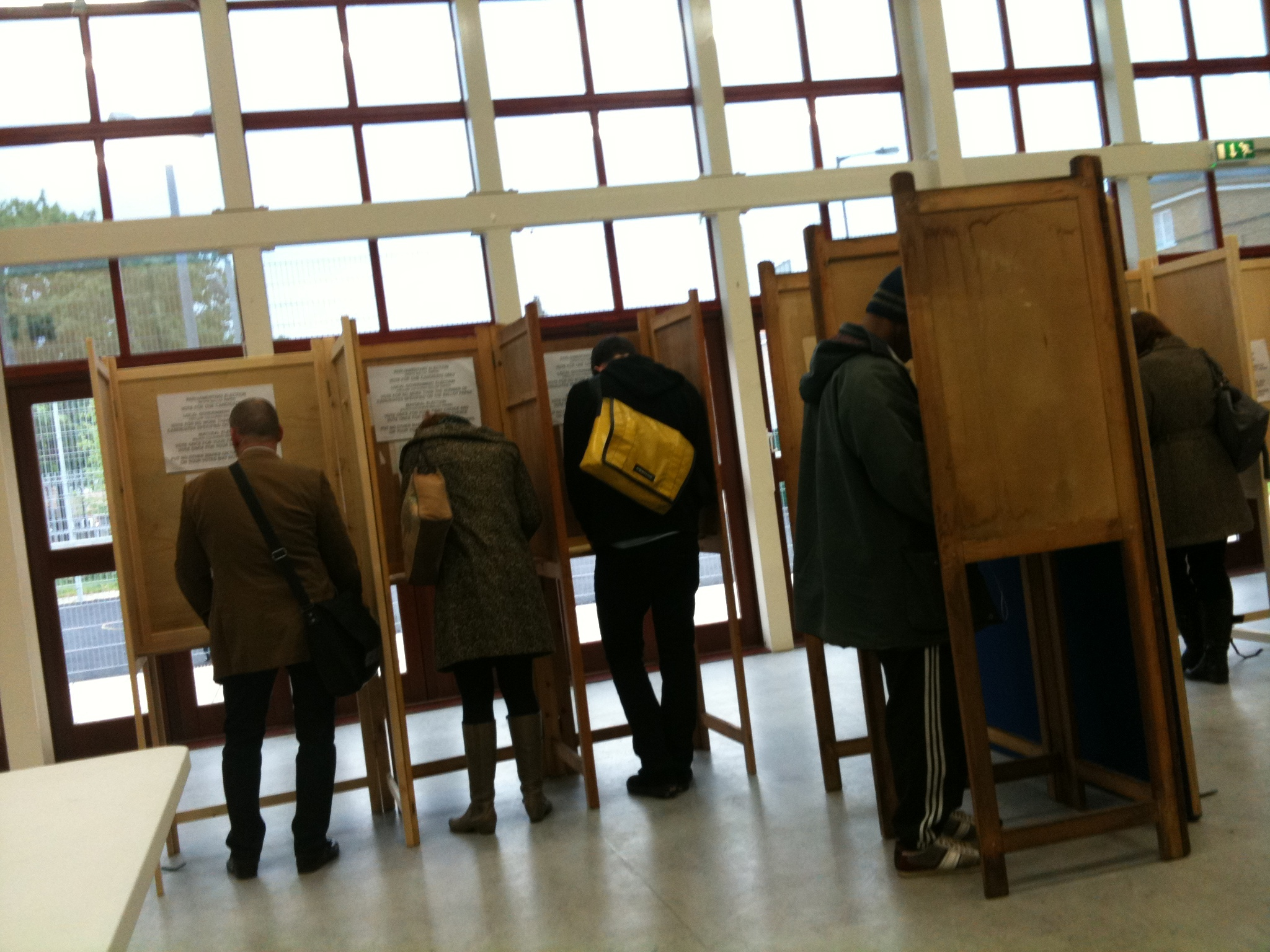
Głosowanie w Wielkiej Brytanii, maj 2010

| Data       | Państwo           | Wybory                     | Zwycięzca                          | Uwagi  | Źródło        |
| ---------- | ----------------- | -------------------------- | ---------------------------------- | ------ | ------------- |
| 5 maja     | Mauritius         | parlamentarne              | PLM                                |        | [ 26 ]        |
| 6 maja     | Wielka Brytania   | parlamentarne              | Partia Konserwatywna               |        | [ 27 ]        |
| 10 maja    | Filipiny          | prezydenckie parlamentarne | Benigno Aquino III Lakas Kampi CMD |        | [ 28 ] [ 29 ] |
| 16 maja    | Dominikana        | parlamentarne              | PLD                                |        | [ 30 ]        |
| 23 maja    | Etiopia           | parlamentarne              | EPRDF                              |        | [ 31 ]        |
| 23 maja    | Górski Karabach   | parlamentarne              | Wolna Ojczyzna                     |        | [ 32 ]        |
| 24 maja    | Trynidad i Tobago | parlamentarne              | UNC                                |        | [ 33 ]        |
| 25 maja    | Surinam           | parlamentarne              | NDP                                |        | [ 34 ]        |
| 28–29 maja | Czechy            | parlamentarne              | ČSSD                               |        | [ 35 ]        |
| 30 maja    | Kolumbia          | prezydenckie               | Juan Manuel Santos                 | I tura | [ 36 ]        |

## Czerwiec

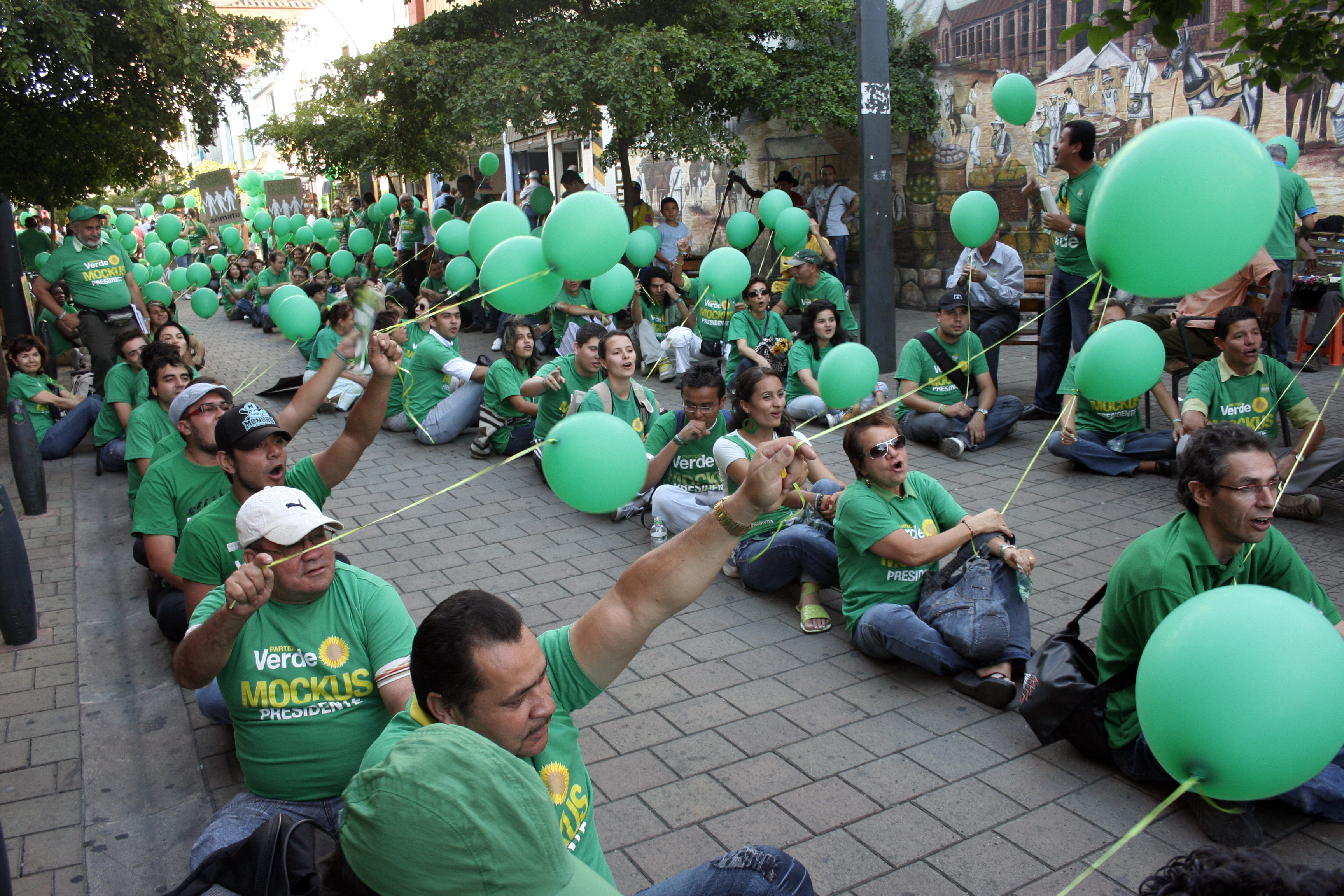
Kampania wyborcza w Kolumbii

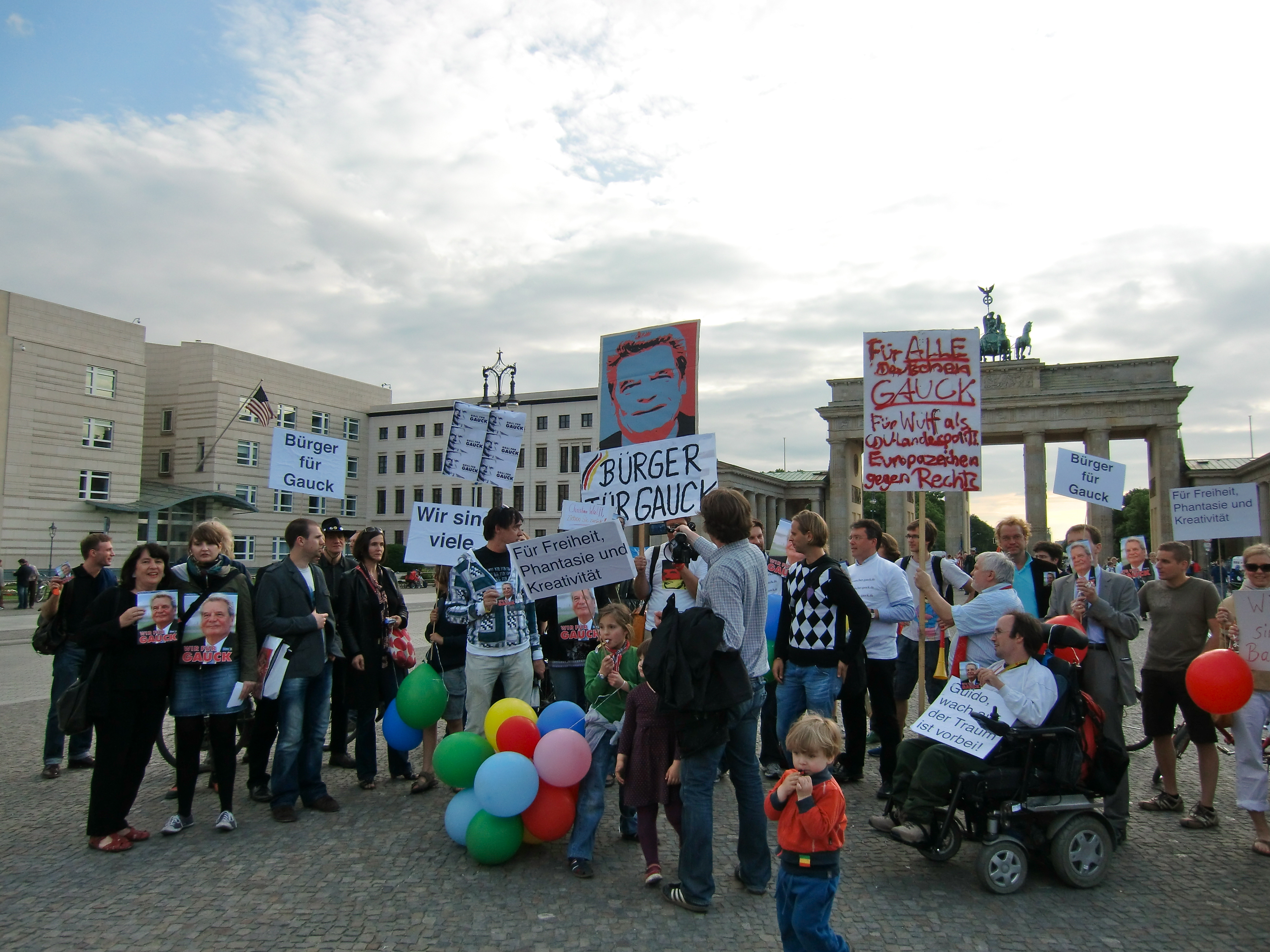
Manifestacja prezydencka w Niemczech, czerwiec 2010

| Data       | Państwo    | Wybory        | Zwycięzca                      | Uwagi                              | Źródło |
| ---------- | ---------- | ------------- | ------------------------------ | ---------------------------------- | ------ |
| 6 czerwca  | Słowenia   | referendum    | za                             |                                    | [ 37 ] |
| 9 czerwca  | Holandia   | parlamentarne | VVD                            |                                    | [ 38 ] |
| 12 czerwca | Słowacja   | parlamentarne | Kierunek – Socjalna Demokracja |                                    | [ 39 ] |
| 13 czerwca | Belgia     | parlamentarne | N-VA                           |                                    | [ 40 ] |
| 19 czerwca | Nauru      | parlamentarne | bezpartyjni                    |                                    | [ 41 ] |
| 20 czerwca | Kolumbia   | prezydenckie  | Juan Manuel Santos             | II tura                            | [ 42 ] |
| 20 czerwca | Polska     | prezydenckie  | Bronisław Komorowski           | I tura                             | [ 43 ] |
| 26 czerwca | Somaliland | prezydenckie  | Ahmed M. Mahamoud Silanyo      |                                    | [ 44 ] |
| 27 czerwca | Gwinea     | prezydenckie  | Cellou Dalein Diallo           | I tura                             | [ 45 ] |
| 27 czerwca | Kirgistan  | referendum    | za                             |                                    | [ 46 ] |
| 28 czerwca | Burundi    | prezydenckie  | Pierre Nkurunziza              |                                    | [ 47 ] |
| 29 czerwca | Węgry      | prezydenckie  | Pál Schmitt                    | wybór przez parlament              | [ 48 ] |
| 30 czerwca | Niemcy     | prezydenckie  | Christian Wulff                | wybór przez Zgromadzenie Federalne | [ 49 ] |

## Lipiec

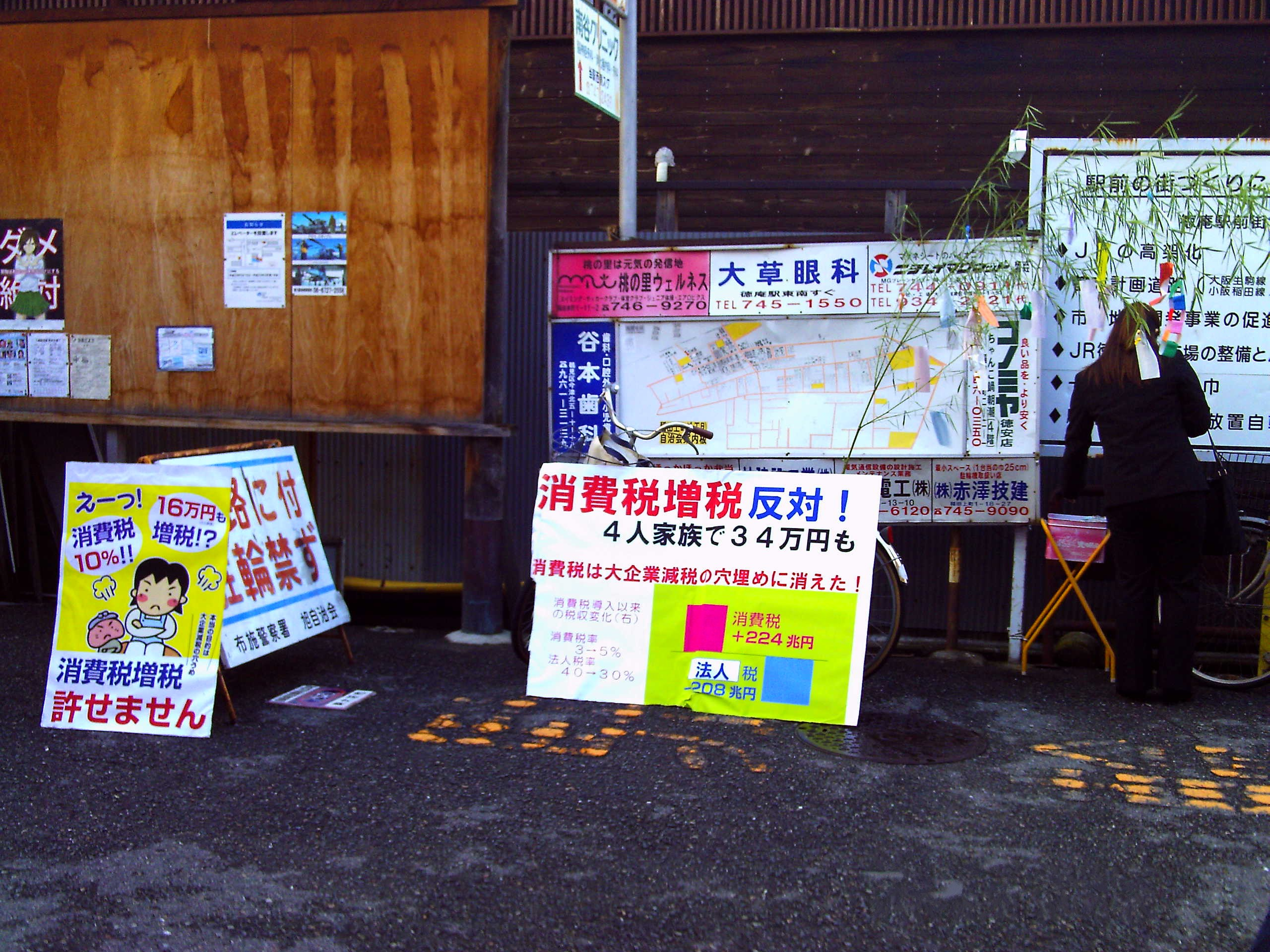
Plakaty wyborcze w Japonii

| Data              | Państwo | Wybory         | Zwycięzca            | Uwagi                                | Źródło        |
| ----------------- | ------- | -------------- | -------------------- | ------------------------------------ | ------------- |
| 4 lipca           | Polska  | prezydenckie   | Bronisław Komorowski | II tura                              | [ 50 ]        |
| 11 lipca          | Japonia | do Izby Radców | PLD                  |                                      | [ 51 ]        |
| 19 lipca          | Surinam | prezydenckie   | Dési Bouterse        | wybór przez parlament                | [ 52 ]        |
| 23 lipca 28 lipca | Burundi | parlamentarne  | CNDD-FDD             | do Zgromadzenia Narodowego do Senatu | [ 53 ] [ 54 ] |

## Sierpień

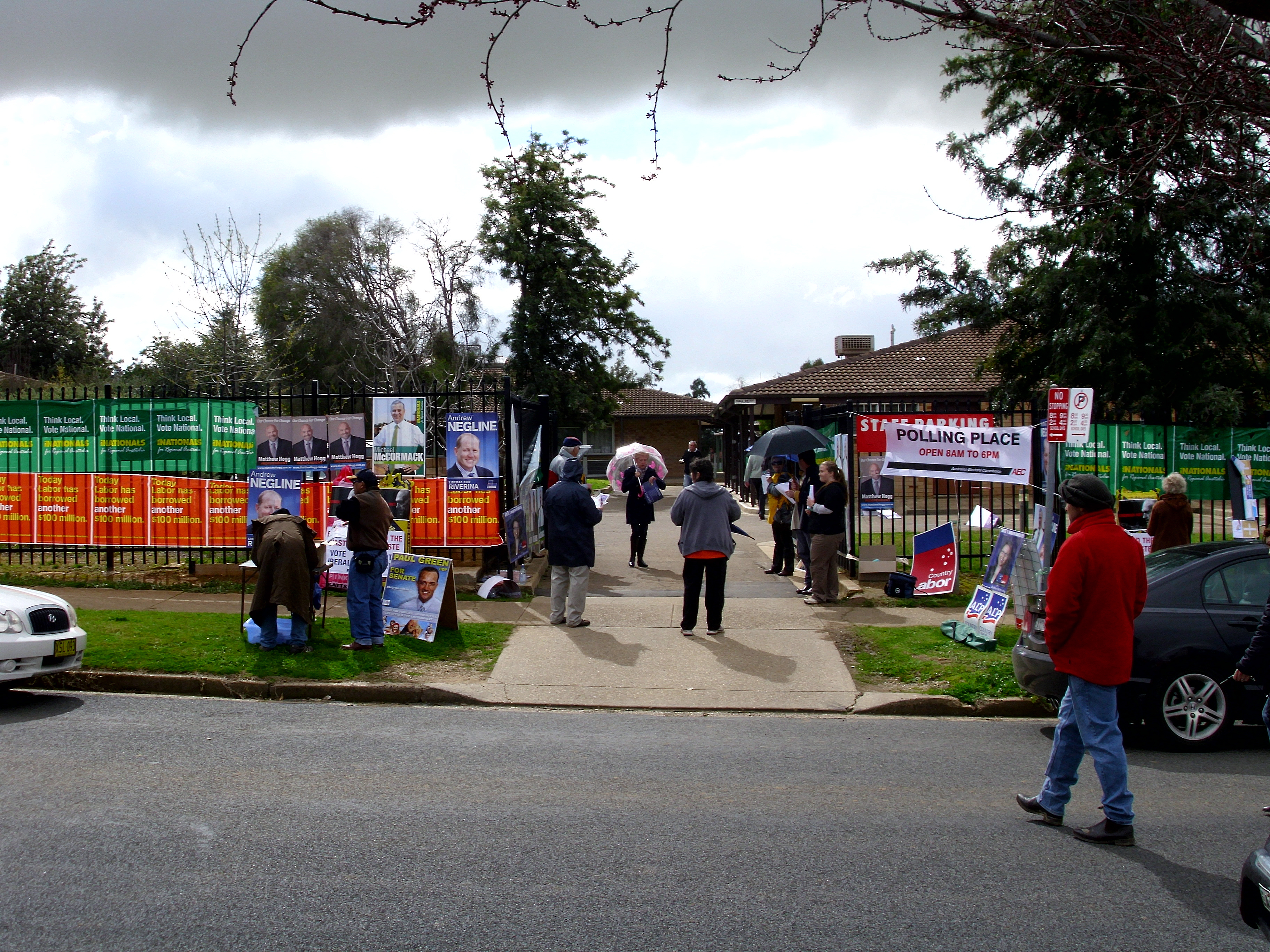
Głosowanie w Australii, sierpień 2010

| Data        | Państwo                           | Wybory        | Zwycięzca   | Uwagi | Źródło        |
| ----------- | --------------------------------- | ------------- | ----------- | ----- | ------------- |
| 1 sierpnia  | Wyspy Świętego Tomasza i Książęca | parlamentarne | ADI         |       | [ 55 ]        |
| 4 sierpnia  | Kenia                             | referendum    | za          |       | [ 56 ]        |
| 4 sierpnia  | Wyspy Salomona                    | parlamentarne | SIDP        |       | [ 57 ]        |
| 9 sierpnia  | Rwanda                            | prezydenckie  | Paul Kagame |       | [ 58 ]        |
| 21 sierpnia | Australia                         | parlamentarne | ALP         |       | [ 59 ] [ 60 ] |

## Wrzesień

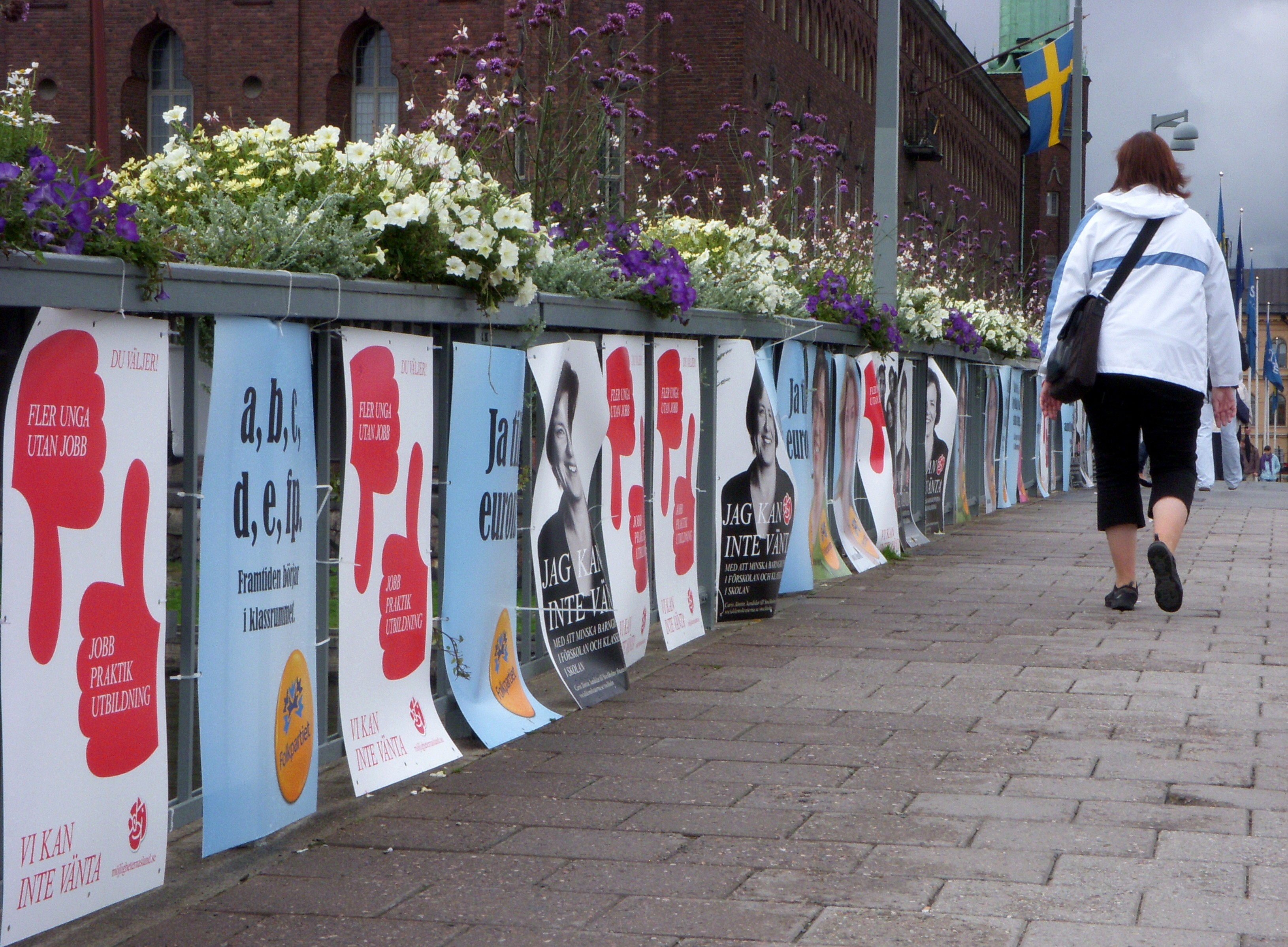
Plakaty wyborcze w Szwecji, wrzesień 2010

| Data        | Państwo    | Wybory        | Zwycięzca   | Uwagi                       | Źródło |
| ----------- | ---------- | ------------- | ----------- | --------------------------- | ------ |
| 5 września  | Mołdawia   | referendum    | za          | nieważne (niska frekwencja) | [ 61 ] |
| 12 września | Turcja     | referendum    | za          |                             | [ 62 ] |
| 16 września | Tuvalu     | parlamentarne | bezpartyjni |                             | [ 63 ] |
| 18 września | Afganistan | parlamentarne | bezpartyjni |                             | [ 64 ] |
| 18 września | Słowacja   | referendum    | za          | nieważne (niska frekwencja) | [ 65 ] |
| 19 września | Szwecja    | parlamentarne | Sojusz      |                             | [ 66 ] |
| 26 września | Szwajcaria | referendum    | za          |                             | [ 67 ] |
| 26 września | Wenezuela  | parlamentarne | PSUV        |                             | [ 68 ] |

## Październik

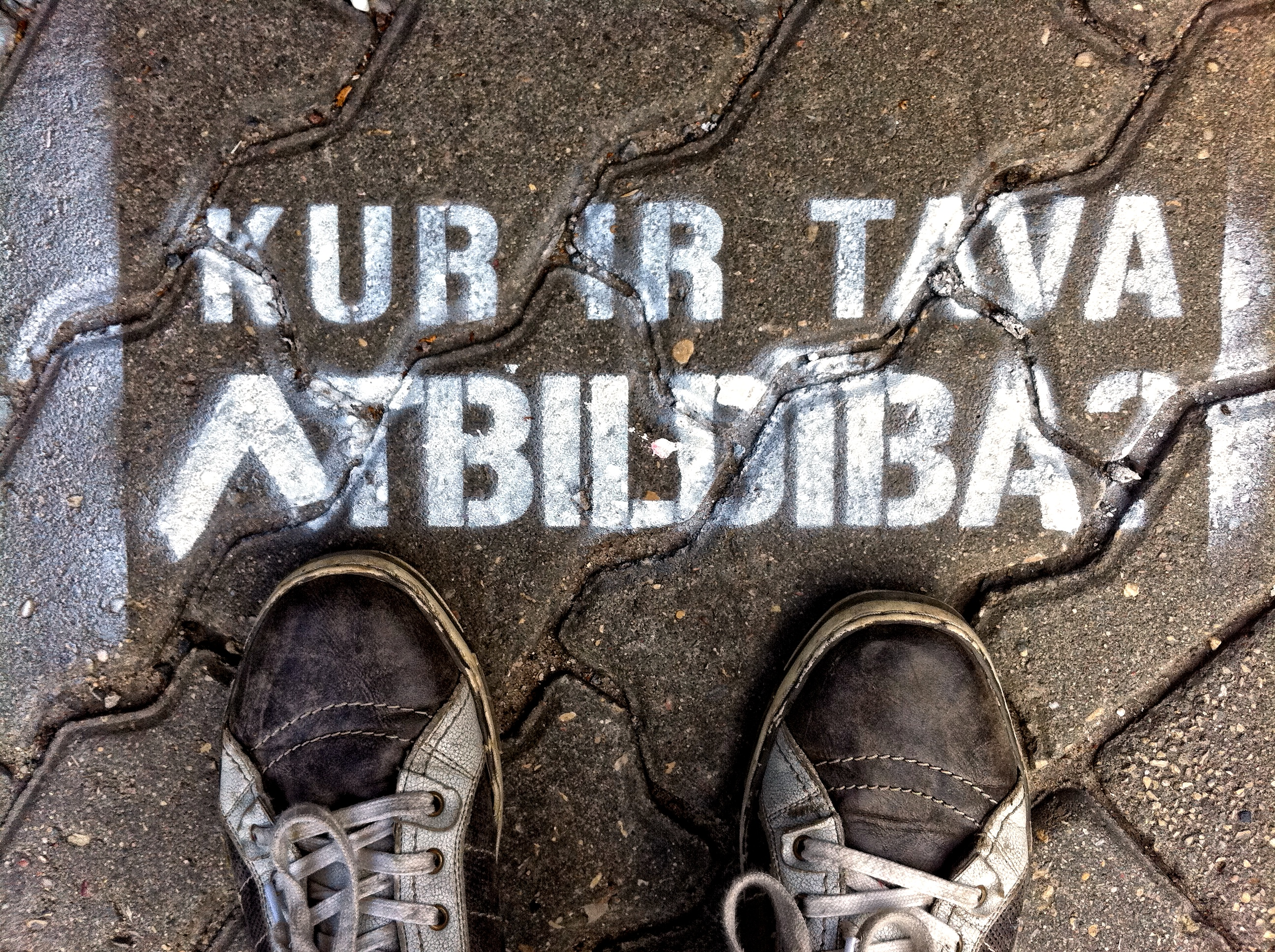
Szablon wyborczy na Łotwie

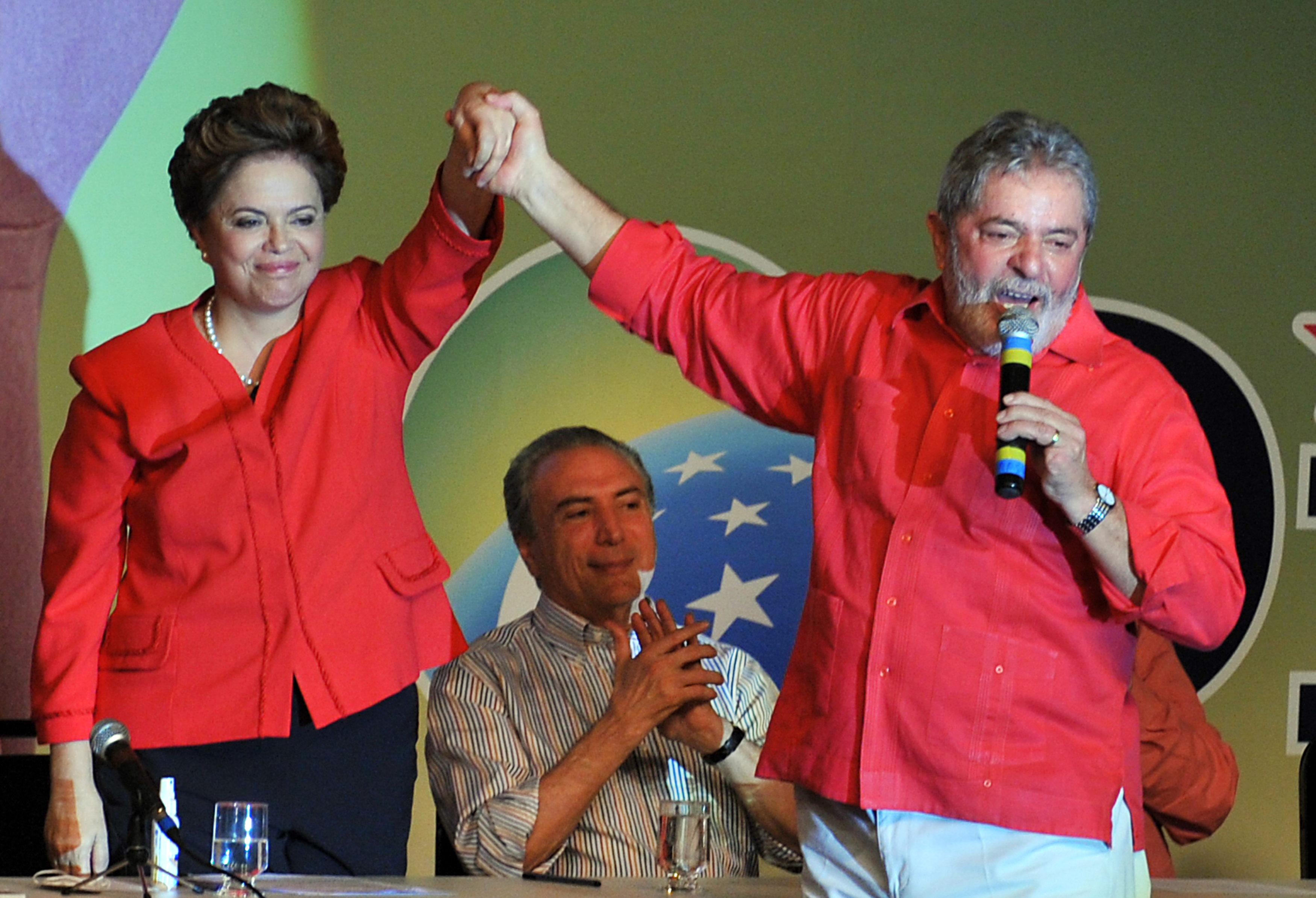
Dilma Rousseff w czasie kampanii wyborczej w Brazylii

| Data                                  | Państwo                  | Wybory                       | Zwycięzca                                              | Uwagi          | Źródło               |
| ------------------------------------- | ------------------------ | ---------------------------- | ------------------------------------------------------ | -------------- | -------------------- |
| 2 października                        | Łotwa                    | parlamentarne                | Jedność                                                |                | [ 69 ]               |
| 3 października                        | Bośnia i Hercegowina     | prezydenckie parlamentarne   | Bakir Izetbegović Željko Komšić Nebojša Radmanović SDP |                | [ 70 ] [ 71 ]        |
| 3 października                        | Brazylia                 | prezydenckie parlamentarne . | Dilma Rousseff PT (Izba Deputowanych) PMDB (Senat)     | I tura .       | [ 72 ] [ 73 ] [ 74 ] |
| 10 października                       | Kirgistan                | parlamentarne                | Ata Żurt                                               |                | [ 75 ]               |
| 15–16 października 22–23 października | Czechy                   | senackie                     | ČSSD                                                   | I tura II tura | [ 76 ]               |
| 23 października 30 października       | Bahrajn                  | parlamentarne                | Al-Wifaq                                               | I tura II tura | [ 77 ]               |
| 31 października                       | Brazylia                 | prezydenckie                 | Dilma Rousseff                                         | II tura        | [ 78 ]               |
| 31 października                       | Niger                    | referendum                   | za                                                     |                | [ 79 ]               |
| 31 października                       | Tanzania                 | prezydenckie parlamentarne   | Jakaya Kikwete CCM                                     |                | [ 80 ]               |
| 31 października                       | Wybrzeże Kości Słoniowej | prezydenckie                 | Laurent Gbagbo                                         | I tura         | [ 81 ]               |

## Listopad

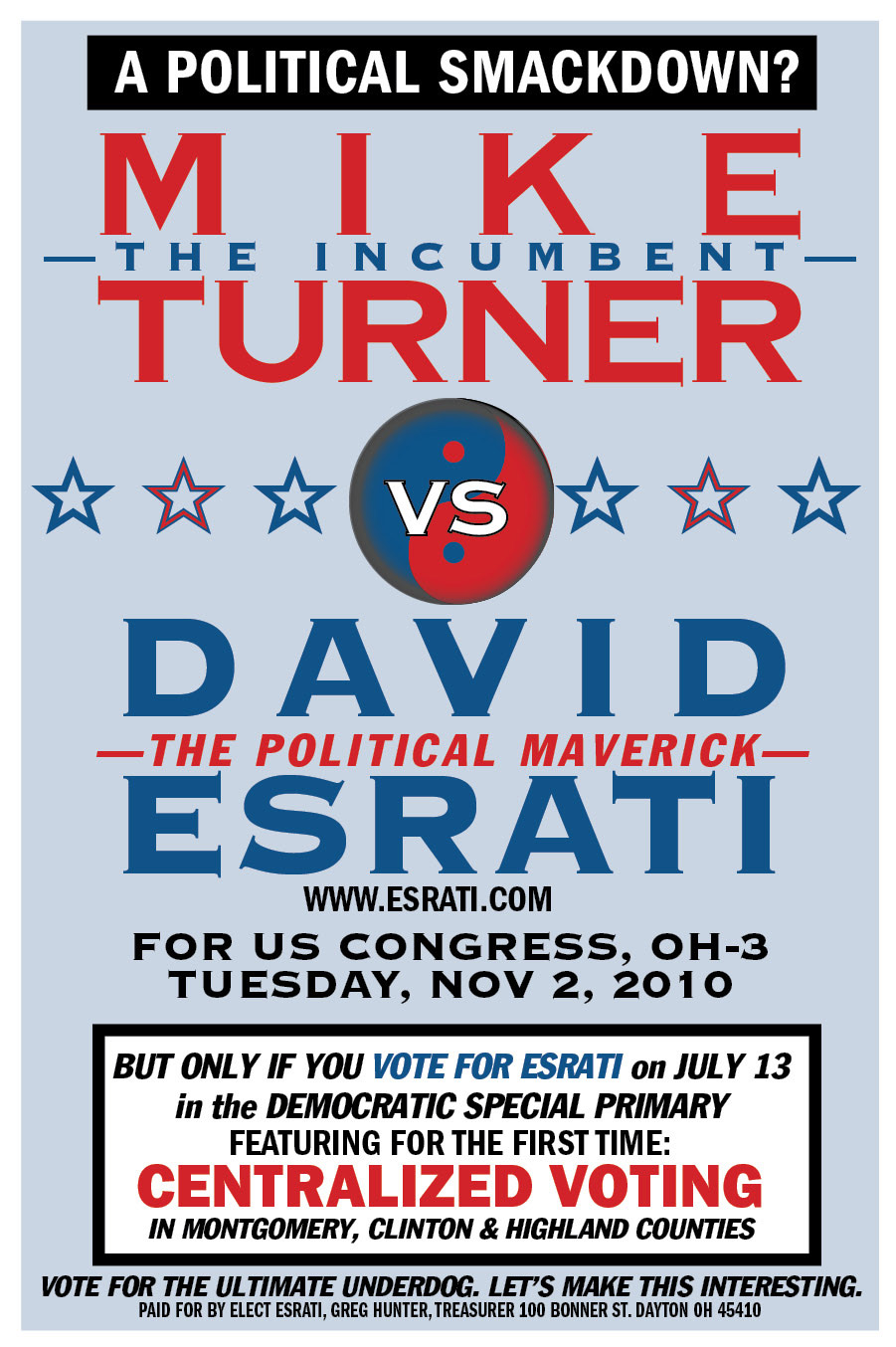
Plakat z kampanii wyborczej w Stanach Zjednoczonych

| Data         | Państwo                  | Wybory                          | Zwycięzca                         | Uwagi                        | Źródło        |
| ------------ | ------------------------ | ------------------------------- | --------------------------------- | ---------------------------- | ------------- |
| 2 listopada  | Samoa Amerykańskie       | parlamentarne referendum        | bezpartyjni · przeciw             |                              | [ 82 ] [ 83 ] |
| 2 listopada  | Stany Zjednoczone        | do Kongresu                     | Partia Republikańska              |                              | [ 84 ]        |
| 7 listopada  | Azerbejdżan              | parlamentarne                   | Nowy Azerbejdżan                  |                              | [ 85 ]        |
| 7 listopada  | Mjanma                   | parlamentarne                   | USDP                              |                              | [ 86 ]        |
| 7 listopada  | Gwinea                   | prezydenckie                    | Alpha Condé                       | II tura                      | [ 87 ]        |
| 7 listopada  | Komory                   | prezydenckie                    | Ikililou Dhoinine                 | I tura                       | [ 88 ]        |
| 9 listopada  | Jordania                 | parlamentarne                   | bezpartyjni                       |                              | [ 89 ]        |
| 17 listopada | Madagaskar               | referendum                      | za                                |                              | [ 90 ]        |
| 17 listopada | Wyspy Cooka              | parlamentarne referendum        | CIP · przeciw                     |                              | [ 91 ]        |
| 21 listopada | Burkina Faso             | prezydenckie                    | Blaise Compaoré                   |                              | [ 92 ]        |
| 25 listopada | Tonga                    | parlamentarne                   | DPFI                              |                              | [ 93 ]        |
| 27 listopada | Islandia                 | do Zgromadzenia Konstytucyjnego | bezpartyjni                       |                              | [ 94 ] [ 95 ] |
| 28 listopada | Egipt                    | parlamentarne                   | NDP                               | I tura                       | [ 96 ]        |
| 28 listopada | Haiti                    | prezydenckie parlamentarne      | Mirlande Manigat .                | I tura .                     | [ 97 ]        |
| 28 listopada | Mołdawia                 | parlamentarne                   | PCRM                              |                              | [ 98 ]        |
| 28 listopada | Szwajcaria               | referendum                      | za, przeciw                       |                              | [ 99 ]        |
| 28 listopada | Wybrzeże Kości Słoniowej | prezydenckie                    | Alassane Ouattara/ Laurent Gbagbo | II tura kwestionowane wyniki | [ 100 ]       |

## Grudzień

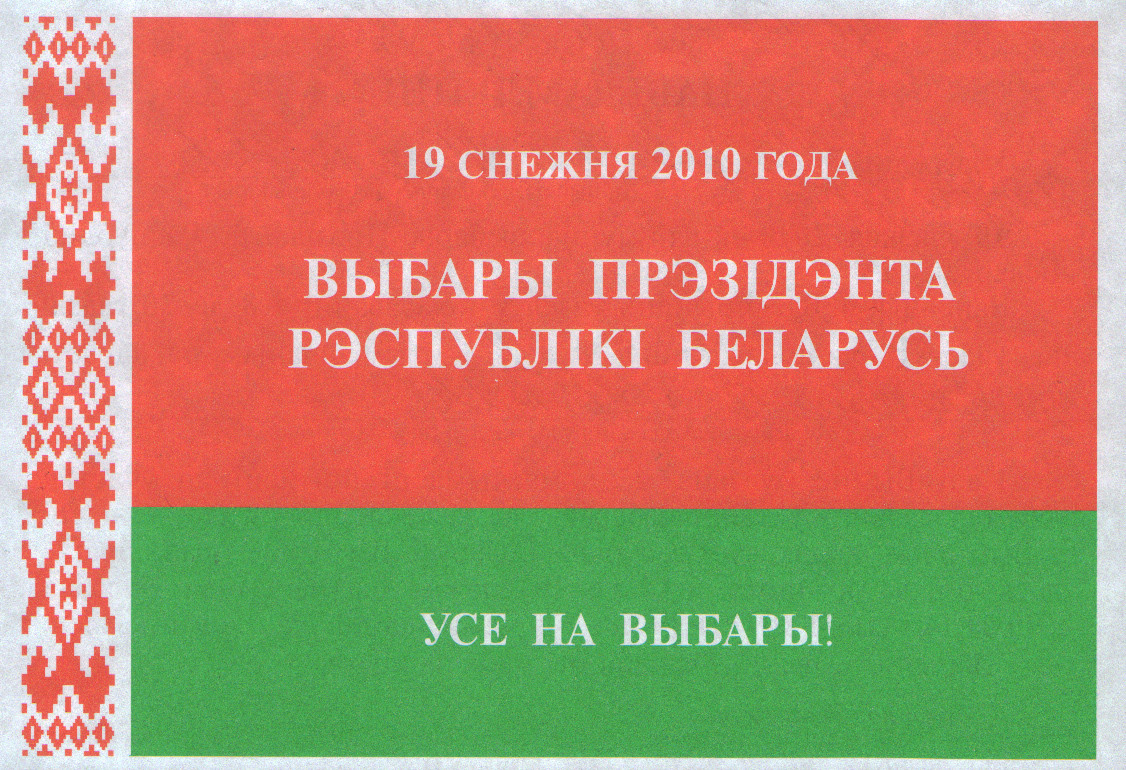
Ulotka apelująca o udział w wyborach prezydenckich na Białorusi

| Data       | Państwo                   | Wybory        | Zwycięzca            | Uwagi   | Źródło  |
| ---------- | ------------------------- | ------------- | -------------------- | ------- | ------- |
| 5 grudnia  | Egipt                     | parlamentarne | NDP                  | II tura | [ 96 ]  |
| 12 grudnia | Kosowo                    | parlamentarne | PDK                  |         | [ 101 ] |
| 12 grudnia | Naddniestrze              | parlamentarne | Odrodzenie           |         | [ 102 ] |
| 12 grudnia | Słowenia                  | referendum    | przeciw              |         | [ 103 ] |
| 13 grudnia | Saint Vincent i Grenadyny | parlamentarne | ULP                  |         | [ 104 ] |
| 19 grudnia | Białoruś                  | prezydenckie  | Alaksandr Łukaszenka |         | [ 105 ] |
| 26 grudnia | Komory                    | prezydenckie  | Ikililou Dhoinine    | II tura | [ 106 ] |

## Odwołane
- Bonaire, referendum[107]